# Heemstedebrug
De Heemstedebrug (brug 178P) is een combinatie van twee viaducten in Amsterdam Nieuw-West.
Zij zijn gelegen in de Ringweg-West/Einsteinweg, een onderdeel van de Rondweg Amsterdam. Het betreft hier een aantal ongelijkvloerse kruisingen tussen die ringweg en (van noord naar zuid) de Hodenpijlkade (dat deel van het viaduct heet Hodenpijlbrug), Westlandgracht en de Heemstedestraat. De bouw begon in maart 1973 met het heien van de 186 palen. Die ringweg was toen nog maar afgebouwd tot aan de Cornelis Lelylaan. Vanaf 2 april 1975 kon het verkeer doorrijden naar de Henk Sneevlietweg. Tijdens de bouw van het viaduct werd de Heemstedestraat tijdelijk naar het zuiden opgeschoven. Pas na oplevering kwamen rond 1990 de geluidsschermen, daarvoor werden aparte dragende constructies geïntegreerd. In die pijlers voor de geluidsschermen zijn de namen van de Heemstedestraat en Hodenpijlkade uitgefreesd. De brug kreeg in 2018 een naam: Heemstedestraatbrug; deze werd in 2019 gecorrigeerd naar Heemstedebrug. 
Ten westen van het viaductenstelsel ligt de Westlandgrachtschutsluis met daarin de Karl Popperbrug (brug 305), een gemeentelijk monument. Op nog geen honderd meter ten oosten van dit viaduct ligt brug 385 uit 1959 ook in de Heemstedestraat, maar dan in een overspanning van een ander deel van de Westlandgracht. 